# Phiambolia
Phiambolia is een geslacht uit de ijskruidfamilie (Aizoaceae). De soorten uit het geslacht komen voor in de Kaapprovincie in Zuid-Afrika.

## Soorten
- Phiambolia francisci (L.Bolus) Klak
- Phiambolia gydouwensis (L.Bolus) Klak
- Phiambolia hallii (L.Bolus) Klak
- Phiambolia incumbens (L.Bolus) Klak
- Phiambolia littlewoodii (L.Bolus) Klak
- Phiambolia longifolia Klak
- Phiambolia mentiens Klak
- Phiambolia persistens (L.Bolus) Klak
- Phiambolia similis Klak
- Phiambolia stayneri (L.Bolus ex Toelken & Jessop) Klak
- Phiambolia unca (L.Bolus) Klak

... · 
Antimima · 
Argyroderma · 
Carpobrotus · 
Disphyma · 
Dorotheanthus · 
Gibbaeum · 
Lapidaria · 
Lithops · 
Mesembryanthemum · 
Sceletium · 
Tetragonia · 
...